# Les habitats naturels de l'arrière côte de Beaune
Les habitats naturels de l'arrière côte de Beaune este o arie protejată (sit de importanță comunitară — SCI) din Franța întinsă pe o suprafață de 3.784 ha, integral pe uscat.

## Localizare
Centrul sitului Les habitats naturels de l'arrière côte de Beaune este situat la coordonatele 47°00′48″N 4°42′35″E / 47.01333°N 4.70972°E.

## Înființare
Situl Les habitats naturels de l'arrière côte de Beaune a fost declarat arie specială de conservare în baza directivei 92/43 din 1992 referitoare la conservarea habitatelor naturale și a faunei și florei sălbatice pentru a proteja 12 specii de animale.

## Biodiversitate
Situată în ecoregiunea continentală, aria protejată conține 19 habitate naturale: Formațiuni de Juniperus communis pe lande sau pajiști calcaroase, Grohotișuri termofile și vest-mediteraneene, Mlaștini alcaline, Peșteri inaccesibile publicului, Pajiști cu Molinia pe soluri calcaroase, turboase sau argilos-nămoloase (Molinion caeruleae), Păduri de fag din Europa Centrală dezvoltate pe sol calcaros cu Cephalanthero-Fagion, Izvoare petrifiante cu formare de travertin (Cratoneurion), Păduri de stejar sau de stejar și carpen sub-atlantice și medio-europene de Carpinion betuli, Liziere de ierburi înalte hidrofile de câmpie și de nivel montan până la alpin, Fânețe de joasă altitudine (Alopecurus pratensis, Sanguisorba officinalis), Pante stâncoase calcaroase cu vegetație casmofită, Formațiuni stabile xerotermofile de Buxus sempervirens pe pante stâncoase (Berberidion p.p.), Pajiști carstice calcaroase sau bazofile, de Alysso-Sedion albi, Păduri pe pante, grohotișuri și ravene de Tilio-Acerion, Pajiști uscate seminaturale și facies de acoperire cu tufișuri pe substraturi calcaroase (Festuco-Brometalia) (* situri importante pentru orhidee), Păduri de fag Asperulo-Fagetum, Grohotișuri medio-europene calcaroase, de la nivel colinar și montan, Păduri aluvionare cu Alnus glutinosa și Fraxinus excelsior (Alno-Padion, Alnion incanae, Salicion albae), Cursuri de apă de la nivel de câmpie la nivel montan, cu vegetație Ranunculion fluitantis și Callitricho-Batrachion.
La baza desemnării sitului se află mai multe specii protejate:
- mamifere (7): liliac cârn (Barbastella barbastellus), liliac cu aripi lungi (Miniopterus schreibersii), liliac cu urechi mari (Myotis bechsteinii), liliac cărămiziu (Myotis emarginatus), liliac comun (Myotis myotis), liliacul mare cu potcoavă (Rhinolophus ferrumequinum), liliacul mic cu potcoavă (Rhinolophus hipposideros)
- nevertebrate (4): Coenagrion mercuriale, fluturele auriu (Euphydryas aurinia), fluturele flitirar (Euphydryas maturna), fluturele purpuriu (Lycaena dispar)
- pești (1): zglăvoacă (Cottus gobio)

Pe lângă speciile protejate, pe teritoriul sitului au mai fost identificate 44 de specii de plante, 65 de specii de păsări, 6 specii de amfibieni, 12 specii de mamifere, 15 specii de nevertebrate, 1 specie de pești, 5 specii de reptile.